# Definitivos
Definitivos zijn een Belgische punkgroep uit Kortrijk, vooral actief rond 1980. Hun bekendste nummer was "Courtrai Tonight".
De groep werd eind jaren zeventig opgericht door de gitaristen Frank Holvoet en Marnik Den Hert, aangevuld door Lucien Callewaert als zanger en Rik Masselis (ex-P.I.G.Z.) op de drum en in 1981 vervolledigd met tweede gitarist Peter Coppens.

Definitivos, vernoemd naar een sigarettenmerk, gaven onder het label Deaf Records twee langspeelplaten en twee singles uit en gaven jaarlijks tussen de 150 en 200 concerten ten beste, zowel in België, Frankrijk als Nederland. Ook traden ze op in het voorprogramma van Deutsch-Amerikanische Freundschaft (DAF) en verschenen ze in Hitring en Chewing Rock.
In 1983 werkte de groep in de ICP-studio in Brussel aan de opnamen van hun eerste elpee. De opgenomen nummers werden toen echter nooit op de plaat gezet. Kort daarop werden Lucien Callewaert en Peter Coppens vervangen door Philippe De Coene (zang) en Dominiek Decandt, ook bekend onder de naam Dee Jaywalker (gitaar). In die bezetting werd nog de plaat Sight Seeing uitgebracht. Door gebrekkig financieel beheer ging de groep in 1985 uiteindelijk uit elkaar. Pas in 2009 werd het project, onder andere via Facebook, weer opgepakt en in 2010 werd de verzamel-cd Courtrai Tonight (met onder andere de ICP-opnamen uit 1983) uitgebracht.
Sinds 2012 geeft de band weer optredens ten beste met Lucien Callewaert (zang), Rik Masselis (drums), Frank Holvoet (basgitaar) en Dominiek Decandt (gitaar).
Uiteindelijk wordt Dominiek Decandt in 2018 vervangen door Peter Coppens, waarbij de band terug in originele formatie aantreedt (behoudens Marnik Den Hert).
Nog vermeldenswaardig is het feit dat het nummer "The Modern Dance" van de allereerste single verscheen op het compilatiealbum Bloodstains Across Belgium - Vol 1.
In april 2022 brengt de band de EP "Scars and Decay" met 5 nieuwe nummers uit.

## Discografie
- 1981 'The Modern Dance / Mister C. / All I Know' (single)
- 1982 'Courtrai Tonight / Take Over' (single)
- 1985 'Sight Seeing' (single)
- 2010 'Courtrai Tonight (verzamel CD)
- 2018  'Courtrai Moderne / Definitive Definitivos (verzamel LP)
- 2022  ´Scars and Decay' (5-track EP)